# Diospyros melanoxylon
Diospyros melanoxylon är en tvåhjärtbladig växtart som beskrevs av William Roxburgh. Diospyros melanoxylon ingår i släktet Diospyros och familjen Ebenaceae.

## Underarter
Arten delas in i följande underarter:
- D. m. melanoxylon
- D. m. tupru

## Bildgalleri

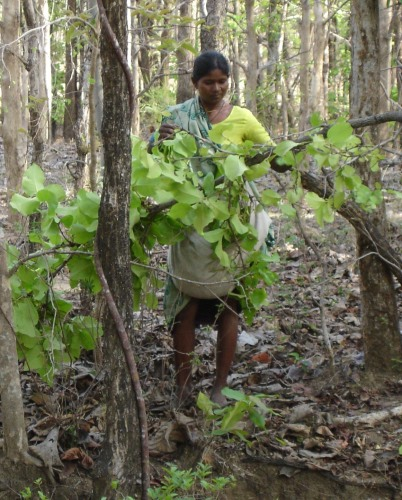
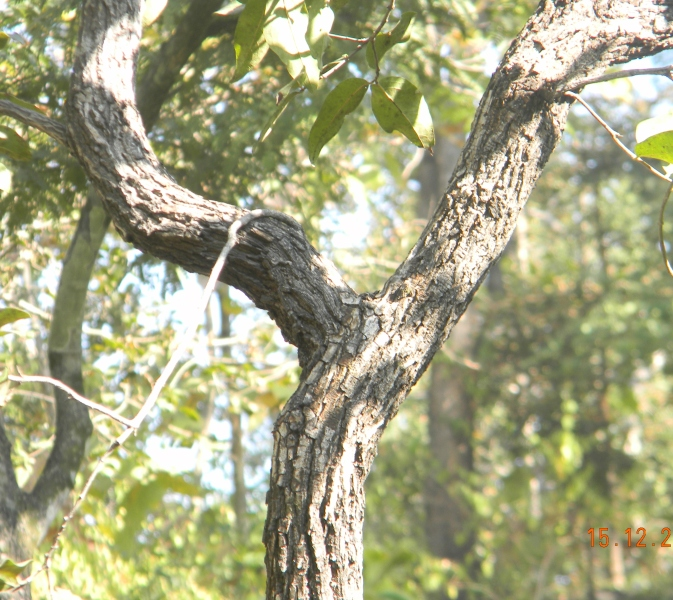